# Red Five Point Star
Red Five Point Star (okrajšano RFPS) je slovenska ska-rock skupina iz Trbovelj, ki sta jo leta 1998 ustanovila bratranca Uroš in Jernej Grahek. Skupina je začela kot punk rock trio, a so v svojo glasbo kmalu pričeli vnašati elemente skaja, surf rocka in drugih zvrsti ter prerasli v sekstet. Svoj slog označujejo kot »dirty ska« (umazani ska).
Po nekaj letih koncertiranja po klubih in festivalih ter sodelovanja pri kompilacijah so leta 2005 izdali prvenec In Color ter razširili delovanje na tujino (Nemčija, Francija, Italija, države Balkana). V teh letih so nastopali kot predskupina različnim svetovno znanim ska zasedbam, kot so The Toasters, Fishbone idr. Leta 2007 so izdali drugi album z naslovom Stepping Out ter v začetku 2009 odšli na enomesečno turnejo po Južnoafriški republiki.
Skupina je pritegnila pozornost frontmana ameriške skupine The Toasters, Roberta »Bucketa« Hingleyja, ki vodi znano založbo Megalith Records in po povratku iz Južne Afrike je RFPS povabil na evropsko turnejo z The Toasters. Leta 2011 je pri Megalith Records izšel njihov album Worst Case Scenario, ki mu je sledila še skupna koncertna turneja ob 30. obletnici The Toasters po vzhodu ZDA. Konec tega leta so prejeli nagrado zlati zidak za najvišji skok na lestvici.

## Diskografija
- In Color (2005)
- Stepping Out (2007)
- Live at Trnfest (2010) (koncertni posnetki)
- Worst Case Scenario (2011)